# Grootegast (ancienne commune)
Grootegast (/ˈɣroːtəˌɣɑst/ ) est une ancienne commune néerlandaise située dans la province de Groningue. Le 1er janvier 2019, elle est supprimée et rattachée à la nouvelle commune de Westerkwartier.

## Géographie
La commune était située à l'ouest de Groningue. Elle comprenait les villages de Doezum, Faan, Grootegast, Kornhorn, Lutjegast, Niekerk, Oldekerk, Opende et Sebaldeburen.

## Histoire
Grootegast constitue une commune indépendante avant le 1er janvier 2019, où elle est supprimée et fusionnée avec Leek, Marum et Zuidhorn pour former la nouvelle commune de Westerkwartier.

## Démographie
Le 1er janvier 2019, Grootegast comptait 12 143 habitants.